# Bicicleta eléctrica

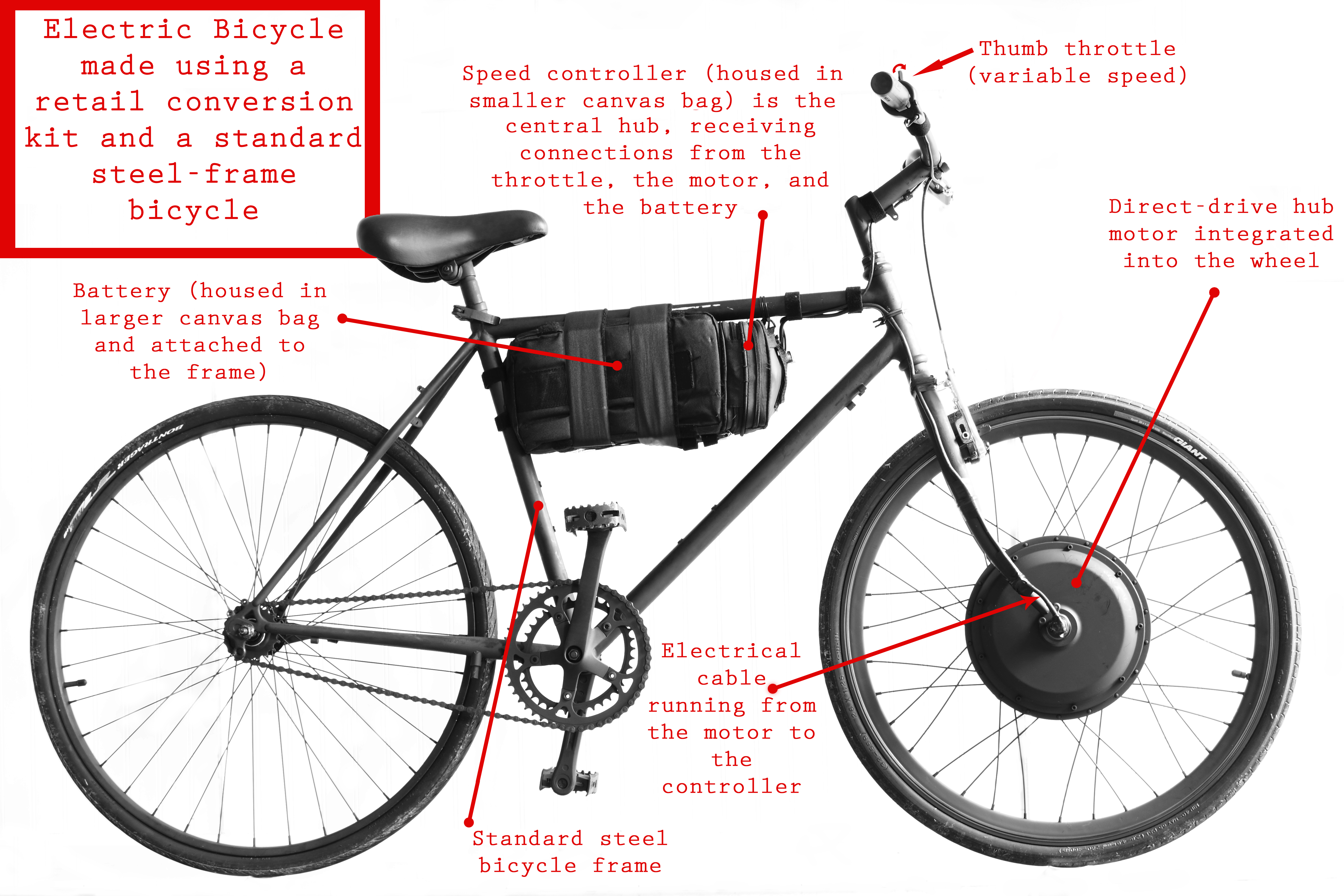
Diagrama ilustrando una bicicleta patrón convertida en una bicicleta eléctrica utilizando un kit de conversión obtenido al detal

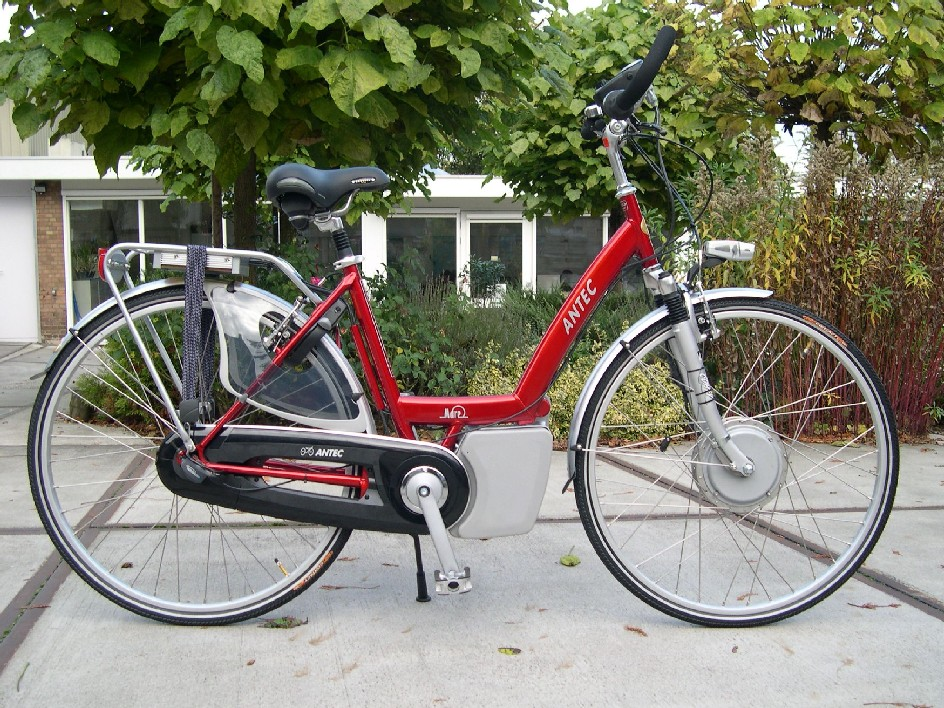
Bicicleta eléctrica

Una bicicleta eléctrica es un tipo de vehículo eléctrico consistente en una bicicleta a la que se le acopla un motor eléctrico para ayudar en el avance de la misma. La energía es suministrada por una batería recargable. Su autonomía suele oscilar entre los 30 y los 60 km.
En la Unión Europea, legalmente tienen la consideración de bicicletas a efectos de circulación, siempre que:
- Solo proporcionen asistencia mientras se pedalea. Pueden tener acelerador siempre y cuando este solo sea efectivo cuando se pedalee.
- El motor deja de asistir a partir de 25 km/h.
- Su potencia nominal no sea superior a 250 vatios.
- El peso del conjunto no supere los 40 kilogramos.

Al resto de las bicicletas eléctricas se las considera ciclomotores eléctricos, y requieren licencia de conducción y seguro específico de accidentes.
Es bastante común que las bicicletas eléctricas sean también plegables, dado que como en estas su uso es mayoritariamente urbano.

## Serie o kit
La bicicleta puede ser eléctrica de serie (proporcionada así por el fabricante) o mediante un kit, proporcionado por el mismo fabricante o por un tercero. Se pueden dividir en dos tipos de juegos eléctricos: los kits con motor eléctrico central que se instalan en el eje del pedalier o un kit de rueda que consiste en ensamblar, mediante el radiado, el motor eléctrico en una de las bujes, generalmente la trasera.

## Funcionamiento y mantenimiento

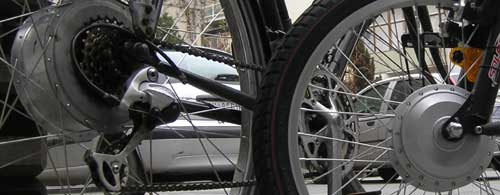
Motor sobre el eje.

Con una llave se acciona el motor, cuya potencia legal oscila entre 250 y 350 vatios, y basta con pedalear para mantenerlo en funcionamiento. En caso contrario se detendrá. El usuario es quien decide la forma en que lleva la bicicleta, porque puede realizar un paseo tranquilo mientras el motor le lleva hasta los 25 km/h o avanzar más rápido si decide pedalear con más cadencia. La ayuda que brinda el motor al ciclista recibe el nombre de pedaleo asistido. Estos vehículos, que pueden tener el aspecto de una bicicleta de paseo o de montaña, cuentan con un sistema de cambios de desarrollo, mediante el que se puede seleccionar la distancia que se recorrerá en cada pedaleada, de forma idéntica a la de las bicicletas tradicionales.

## Tipos de baterías para bicicleta eléctrica
Las baterías de la bicicleta eléctrica cuentan con tres generaciones. Una primera batería pesada de Gel-Plomo, una segunda generación de baterías de Níquel Metal Hidruro (Ni-MH) y por último, las baterías de litio. Las de litio son las más ventajosas por peso y autonomía, su capacidad viene expresada en Wh (vatios-hora).  Los mejores motores eBike de Shimano, Brose, Yamaha o Bosch utilizan su propia batería, en algunos casos podemos encontrar baterías externas o integradas dentro del cuadro de la bicicleta. 

## Promoción

### Argentina
En el paseo del bosque de la ciudad de La Plata ya rueda la primera bicicleta eléctrica de Latinoamérica (en 2009). Turistas o vecinos que visitan el paseo del bosque de la ciudad de La Plata, provincia de Buenos Aires, Argentina,  pueden conducir en forma gratuita las primeras bicicletas eléctricas de Latinoamérica.
La Municipalidad de La Plata pone estos vehículos a disposición de la gente que quiera conducirlos, los fines de semana, en el circuito seguro del bosque, para lo cual se debe presentar el documento de identidad y ser mayor de 18 años. Además a los ciclistas reciben los elementos de seguridad para circular. La finalidad de esta iniciativa es dar a conocer el rodado para impulsar en un futuro su incorporación en la ciudad como medio de transporte no contaminante y económico.
La capital argentina, Buenos Aires, cuenta desde septiembre de 2017 con su propia regulación sobre bicicletas eléctricas, basándose en la legislación europea. Los ciclorodados eléctricos o bicicletas eléctricas debe cumplir con los siguientes requerimientos técnicos, contar con un motor eléctrico no mayor de 500 w, una velocidad no mayor a 25 km/h, un peso total de bicicleta no mayor de 35 kg, y un edad mínima de 16 años.

### España

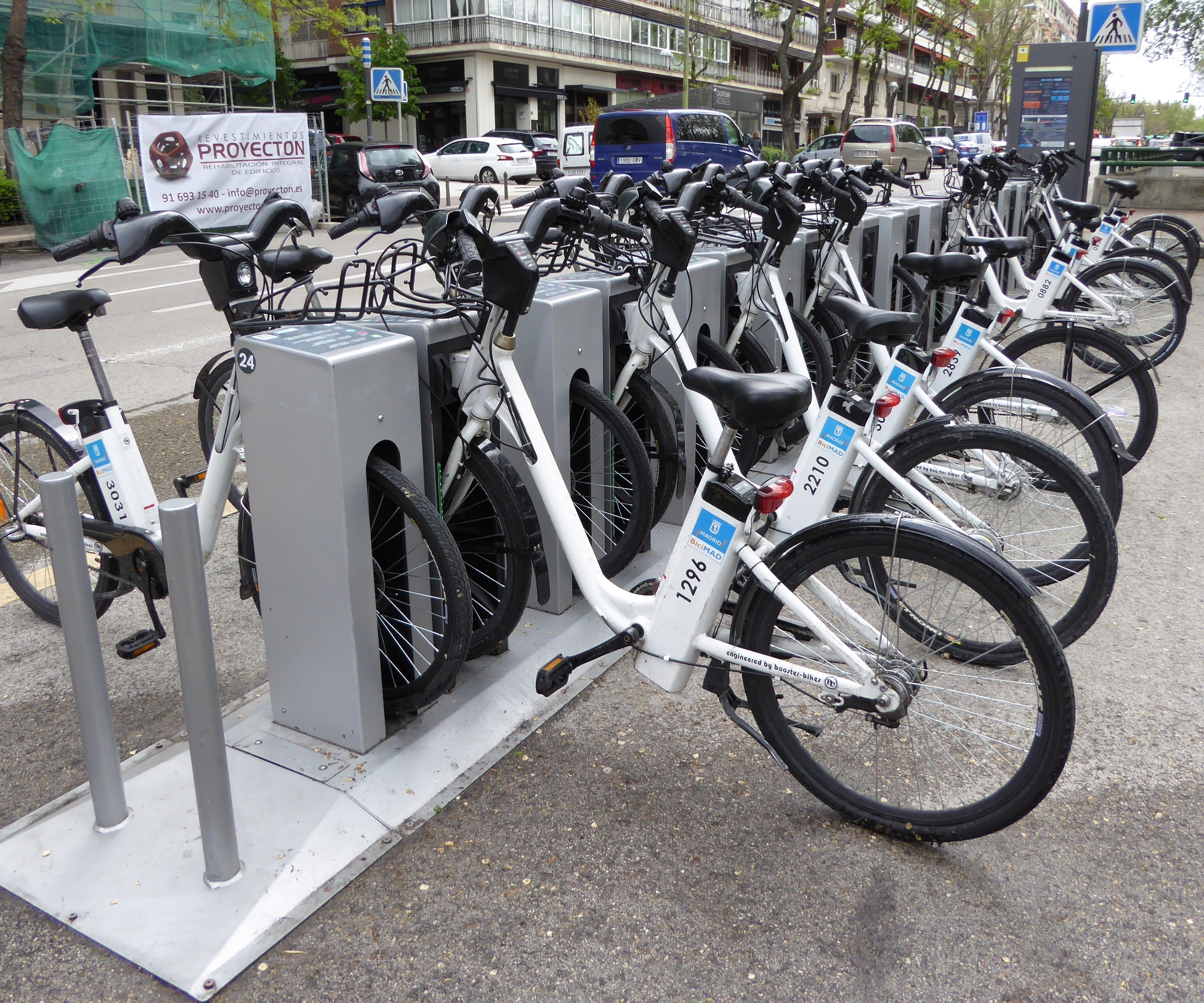
Bicicletas eléctricas de BiciMAD, servicio municipal de alquiler en Madrid.

Pamplona es la primera ciudad española en desarrollar una red de alquiler de bicicletas 100% eléctricas: Ride On. Además, cuenta con la mayor cobertura del país, con 2,5 bicicletas por cada 1000 habitantes.
El Área Metropolitana de Barcelona (AMB) ha anunciado un plan de apoyo a la bicicleta para el transporte urbano, que incluye una subvención de 250 euros para quien compre una bicicleta eléctrica.

### México
En México se producen y comercializan bicicletas eléctricas y kits de conversión desde al menos 2007.

### Colombia
En Colombia entre 2014 y 2016 hubo un auge de estos vehículos, especialmente porque la legislación existente no discernía entre ciclomotor y bicicleta asistida, llegando a tal punto que scooters eléctricas de baja potencia con pedales fuesen considerados bicicletas eléctricas. Sin embargo en 2017 con el decreto 160 del ministerio de transporte, se hizo dejó en claro que bicicleta eléctrica sería aquella que pesase hasta 35 kilogramos y entregase una potencia de hasta 350 vatios. Esta resolución redujo el mercado en un 95%, dado que el mercado ofrecía vehículos por encima de los límites y a la gente esto les representaría sobrecostos, pues tendrían que pagar seguro, registro de placas y tener licencia.

## Normativa
En España, para tener subvencionada su adquisición, las bicicletas eléctricas deben de cumplir la normativa UNE-EN 15194:2009+A1:2012, "Ciclos. Ciclos con asistencia eléctrica. Bicicletas EPAC" (Ellectrically Power Assisted Cycles), que será sustituida por PNE-prEN 15194.
Dentro de ISO se encarga el Comité Técnico "ISO/TC 149  Ciclos".
| País/jurisdicción                                          | Tipo de bicicleta eléctrica   | Límite de velocidad, km/h | mph                  | Límite superior de potencia (vatios) | Peso máximo, kg | Límite de edad | Se necesitan placas | Circulación en vías ciclistas | Referencias y notas al pie |
| ---------------------------------------------------------- | ----------------------------- | ------------------------- | -------------------- | ------------------------------------ | --------------- | -------------- | ------------------- | ----------------------------- | -------------------------- |
| México                                                     | todos los tipos               | igual a motocicletas      | igual a motocicletas | -                                    | -               | 15+            | Sí, una atrás       | No, multa                     | [ 11 ]                     |
| Unión Europea Incluyendo: Noruega Sin incluir: Reino Unido | pedelec (prop. solo asistida) | 25 +10%                   | 17,1                 | 250                                  | No              | No             | No                  | Sí                            | [ 12 ]                     |